# Samenraub
Samenraub definiert der Duden seit 2013 als „Beschaffung von Sperma eines Mannes durch eine Frau in der Absicht, es ohne dessen Zustimmung zur Befruchtung eigener Eizellen zu verwenden“. Der Begriff wurde 2001 in die mediale Diskussion um die Umstände der Zeugung von Boris Beckers nichtehelicher Tochter eingebracht und erlangte in der Folge nachhaltige Popularität.
Beschreibungen von Handlungen, die dieser Definition von Samenraub nahekommen, finden sich unter anderem im Alten Testament, der ägyptischen, jüdischen und griechischen Mythologie, in der Gedankenwelt des Aberglaubens des Mittelalters und der Zeit der Hexenverfolgung, meist während des Schlafes oder eines absichtlich herbeigeführten Zustands der Berauschtheit. In neuerer Zeit wird der Begriff Samenraub in der Medienberichterstattung vermehrt in Zusammenhang mit gerichtlichen Auseinandersetzungen aufgegriffen.

## Begriffsverwendung
Im Rechtschreibduden ist der Begriff Samenraub in seiner jetzigen Verwendung erst seit der 26. Auflage verzeichnet. Als Ausgangspunkt für das Lexem erscheint derzeit die Überschrift War es Samenraub? eines am 17. Januar 2001 in der BILD-Zeitung erschienenen, auf Boris Becker bezogenen Artikels. Das Wort wurde in Folge von den Medien aufgegriffen und fand allgemeine Verbreitung.
Frühe gelegentliche Erwähnungen mit anderen oder ähnlichen Bedeutungen:
- Als Begriff für Tiere, besonders Insekten und Vögel, die ausgebrachte Saat schädigen, indem sie Samenraub begehen, taucht das Wort sehr früh auf, beispielsweise 1803[5] und auch ab den 1930er-Jahren.[6] Die daraus abgeleitete Bezeichnung „Samenräuber“ wird gelegentlich als Strategie in der Verhaltensbiologie verwendet.[7]
- 1912 wird auf Samenraub (und Feuerraub) im Zusammenhang mit den zentralen Themen von Heldenmythen im Jahrbuch für psychoanalytische und Psychopathologische Forschungen verwiesen.[8]
- In der taz erschien 1994 das Gedicht Ich hatte sie alle von Andreas Schäfler mit den Zeilen: „Die Kapazität für Hals-, Nasen- und Ohren- / Mit einer Figur so wie Sophie Loren / Hieß Barbara Blütenstaub, legt mich flach / War auch, was den Samenraub angeht, vom Fach.“[9]

## Mythologie und Religion
Der Osirismythos der ägyptischen Mythologie beschreibt, wie Nephthys, die kinderlose Zwillingsschwester der Isis, von deren Ehemann Osiris schwanger wird. Plutarch zufolge gibt sie sich dazu als Isis aus. Nach seiner Geburt wird Anubis von Isis aufgezogen. Zu einem späteren Zeitpunkt setzt Isis den Leichnam des ermordeten Osiris wieder zusammen, wobei es ihr gelingt, vom Samen des Osiris mit Horus schwanger zu werden.
Das Motiv des Samenraubs findet sich ebenfalls in der griechischen Mythologie. Die Göttin Penia legte sich ohne Einverständnis zu dem von Nektar trunkenen Poros und empfing Eros. Der antike griechische Dichter Parthenios von Nicaea berichtet von Hemithea, die auf Geheiß von Staphylos, Sohn des Dionysos, mit Lyrkos, Sohn des Phoroneus, ein Kind zeugte, nachdem dieser von Staphylos zuvor betrunken gemacht worden war. Nachdem Lyrkos’ Wut darüber verflogen war, hinterließ er dem Kind ein Erkennungszeichen, damit es ihn später finden könnte.

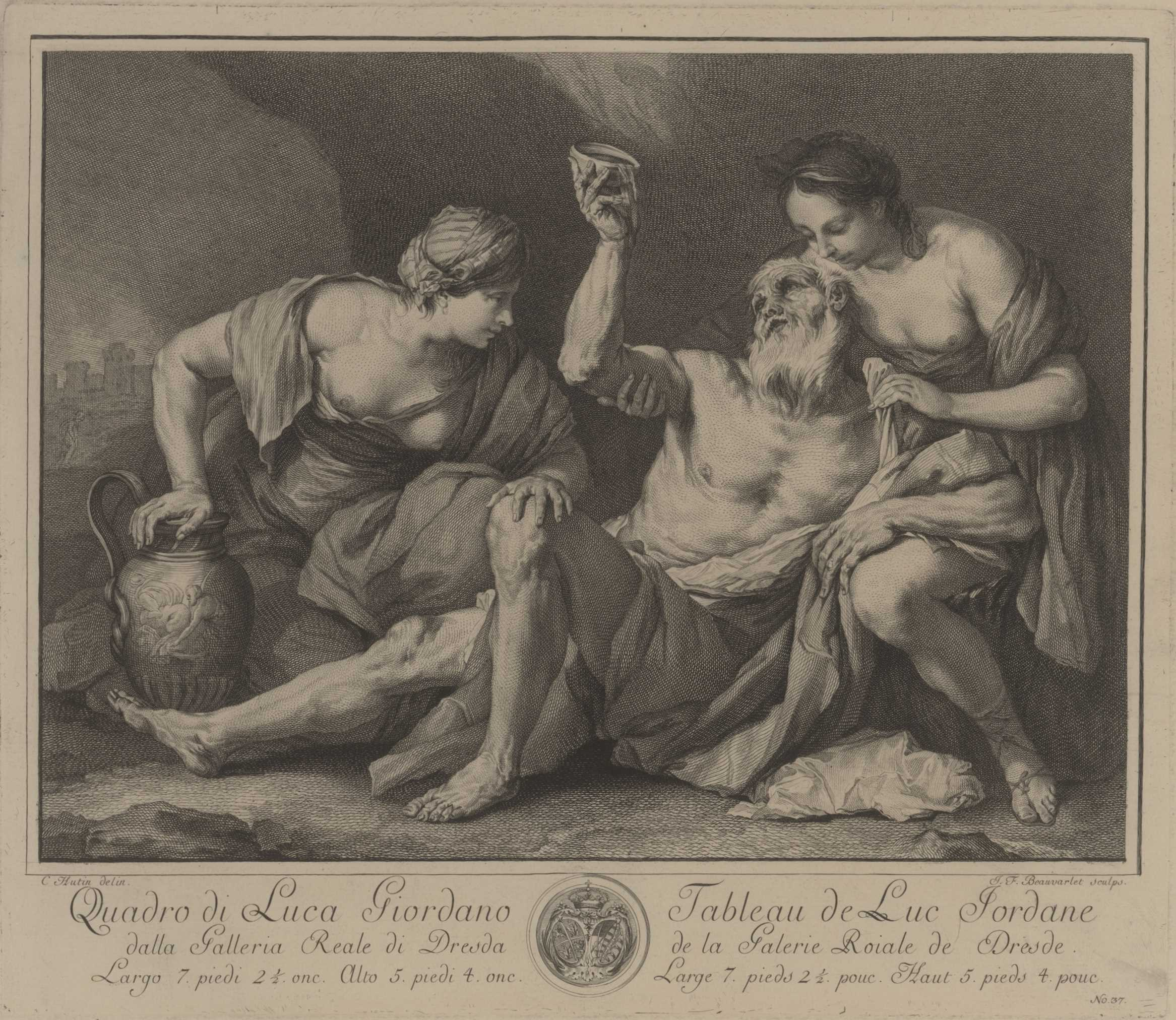
Jacques-Firmin Beauvarlet: Lot und seine Töchter, um 1750

Im Tanach und dem 1. Buch Mose findet sich die Erzählung von Lots Töchtern, die nach der Zerstörung Sodoms in Ermangelung anderer Männer ihren Vater betrunken machten und ohne sein Wissen von ihm schwanger wurden, um den Fortbestand ihres Volkes sicherzustellen (Gen 19,30-38 ); sowie die Erzählung von Tamar, die sich unerkannt, weil als „Dirne“ verkleidet, von ihrem Schwiegervater Juda schwängern lässt.
Die Vorstellung von Dämonen, die Menschen im Schlaf heimsuchen, findet sich in der jüdischen und christlichen Mythologie (siehe Lilith). Sie ernähren sich von der Lebensenergie schlafender Menschen, mit denen sie sich nachts paaren. Ein Succubus stiehlt unbemerkt den Samen des schlafenden Mannes, der sich am nächsten Tag nur in Form eines Traumes erinnern kann. Während der frühneuzeitlichen Hexenverfolgung wurde der Geschlechtsverkehr mit dem Teufel (Teufelsbuhlschaft) als bewusst von einem Hexenmeister oder einer Hexe gewünschter Akt betrachtet, wobei der Teufel Männern in Gestalt eines Succubus, Frauen als Incubus erschien. Im Hexenhammer wird beschrieben, wie sich der Succubus nach dem Beischlaf verwandelte und, vom Mann unbemerkt, dessen Samen danach in Gestalt eines Incubus zur Schwängerung einer Frau verwendete.

## Gerichtliche Verfahren und Medienberichterstattung
Verstärkte Popularität erlangte der Begriff Samenraub 2001 mit der Berichterstattung über eine Affäre Boris Beckers im Jahr 1999.
Vereinzelt finden sich Berichte über Verfahren im Zusammenhang mit Samenraub in den Medien, so 2011 der Fall, in dem sich drei Frauen vor einem Gericht in Simbabwe wegen sexueller Übergriffe und Samenraub an 14 Männern verantworten mussten und 2011 eine Gerichtsverhandlung in Antalya über einen Fall angeblichen Samenraubs.
Vor einem Berufungsgericht in Illinois wurde 2005 ein Fall verhandelt, bei dem das Gericht auf Rechtmäßigkeit der Unterhaltszahlungen zum Kindeswohl erkannte. Eine Frau hatte von ihrem früheren Freund Kindesunterhalt und Anerkennung der Vaterschaft eingefordert, nachdem sie im Jahr 2000 nach Fellatio den Samen des Mannes zur eigenen Befruchtung verwendet hatte, ohne ihn davon und von der Geburt des Kindes in Kenntnis zu setzen. Daraufhin klagte der Mann auf Schadensersatz wegen emotionalem Stress.
Mit einem BGH-Urteil vom 21. Februar 2001 wurde ein nachehelicher Unterhaltsanspruch einer Frau wegen Betreuung eines Kindes, welches im Wege der homologen In-vitro-Fertilisation gezeugt wurde, positiv beschieden. Die Frau hatte die Behandlung, die der Ehemann wegen seines Trennungswunsches beenden wollte, weitergeführt und war mit Hilfe seiner Samenspende schwanger geworden. Die Richter bezogen sich dabei unter anderem auf ein BGH-Urteil vom 17. April 1986 um den Fall einer Frau, die ohne Wissen des Partners die zuvor vereinbarte Einnahme der Antibabypille eingestellt hatte und von ihm schwanger geworden war.
Der 22. Zivilsenat des Oberlandesgerichts Hamm wies am 4. Februar 2013 im sogenannten „Samenraub-Prozess“ die Schadenersatzklage eines Mannes auf Freistellung von Unterhaltsverpflichtungen ab und wich damit vom vorinstanzlichen Urteil des Landgerichts Dortmund ab. Der Mann hatte geltend gemacht, dass seine Unterschrift auf der Einwilligungserklärung gefälscht und seine Spermaprobe ohne Erlaubnis zur künstlichen Befruchtung verwendet worden sei. Dieser Darstellung folgte das Gericht nicht, ein eingeholtes Schriftgutachten legte eine „sehr hohe Wahrscheinlichkeit“ für die Echtheit der fraglichen Unterschriften nahe.

## Rezeption in der Literatur
- Roald Dahls Kurzroman Onkel Oswald und der Sudan-Käfer aus dem Jahr 1979 schildert den Handel mit Samen prominenter Persönlichkeiten, der ohne ihr Wissen an Frauen zur Befruchtung verkauft wird.
- Ein Stück des 2001 erschienenen Albums Abgeschleppt – ein Männerschicksal von Bernd Gieseking trägt den Titel Samenraub in Ostwestfalen.
- Eine Episode des Romans Donna in guerra von Dacia Maraini aus dem Jahr 2002 beschreibt, wie eine Frau nach der Fellatio mit ihrem Ehemann heimlich das Sperma zur Schwängerung ihrer Dienerin verwendet.[22]
- In der Erzählung Gina Regina in Ulrike Draesners 2004 erschienenem Kurzgeschichtenband Hot Dogs verkauft eine Studentin den Samen ihrer Liebschaften ohne deren Wissen im Internet und sichert so ihren Lebensunterhalt.[23]
- Stephen King greift in seinem 2004 veröffentlichten Roman Susannah den Incubus/Sukkubus-Mythos auf, indem er einen zeugungsunfähigen Dämonen mit gestohlenem Sperma eine Frau schwängern lässt.
- Die 2005 ausgestrahlte 8. Folge der 5. Staffel der Serie Hausmeister Krause – Ordnung muss sein trägt den Titel Samenraub. Die Tochter von Hausmeister Krause will einen Prominenten mittels Samenraub an sich binden.
- Ethan Coens 2013 uraufgeführtes Theaterstück Women or Nothing skizziert eine Handlung um eine geplante Schwangerschaft, von der der beteiligte Mann in Unkenntnis gelassen werden soll.[24]